# Malin Strömberg
Malin Maria Birgitta Strömberg, född 13 april 1976 i Staffanstorp, är en svensk simmare. Hon tävlade för Ystads SS.
Strömberg tävlade för Sverige vid olympiska sommarspelen 1992 i Barcelona, där hon blev utslagen i försöksheatet på 100 meter fjärilsim. Strömberg slutade på 24:e plats efter att ha simmat på tiden 1.02,78.
1994 tilldelades hon Stora grabbars och tjejers märke. Strömberg tog SM-brons på 50 meter fjärilsim (långbana) 1995. På 50 meter fjärilsim (kortbana) tog hon silver 1991 och 1992 samt brons 1996. På 100 meter fjärilsim (långbana) tog Strömberg silver 1992 och 1993 samt brons 1995. På 100 meter fjärilsim (kortbana) tog hon guld 1991 och 1992, silver 1994 samt brons 1995 och 1996. På 200 meter fjärilsim (långbana) tog Strömberg guld 1991 och 1993. På 200 meter fjärilsim (kortbana) tog hon guld 1992, silver 1991 samt brons 1996.